# Jarnosse
Jarnosse és un municipi francès situat al departament del Loira i a la regió d'Alvèrnia-Roine-Alps. L'any 2007 tenia 406 habitants.

## Demografia

### Població
El 2007 la població de fet de Jarnosse era de 406 persones. Hi havia 146 famílies de les quals 36 eren unipersonals (12 homes vivint sols i 24 dones vivint soles), 39 parelles sense fills, 67 parelles amb fills i 4 famílies monoparentals amb fills.
La població ha evolucionat segons el següent gràfic:
Habitants censats

### Habitatges
El 2007 hi havia 217 habitatges, 154 eren l'habitatge principal de la família, 41 eren segones residències i 23 estaven desocupats. 207 eren cases i 10 eren apartaments. Dels 154 habitatges principals, 137 estaven ocupats pels seus propietaris, 15 estaven llogats i ocupats pels llogaters i 2 estaven cedits a títol gratuït; 2 tenien una cambra, 6 en tenien dues, 26 en tenien tres, 50 en tenien quatre i 70 en tenien cinc o més. 106 habitatges disposaven pel capbaix d'una plaça de pàrquing. A 48 habitatges hi havia un automòbil i a 90 n'hi havia dos o més.

### Piràmide de població
La piràmide de població per edats i sexe el 2009 era:
| Homes | Edats   | Dones |
| ----- | ------- | ----- |
| 0     | 95 o +  | 0     |
| 0     | 90 a 94 | 4     |
| 0     | 85 a 89 | 0     |
| 0     | 80 a 84 | 0     |
| 4     | 75 a 79 | 0     |
| 8     | 70 a 74 | 28    |
| 4     | 65 a 69 | 8     |
| 12    | 60 a 64 | 12    |
| 20    | 55 a 59 | 8     |
| 8     | 50 a 54 | 12    |
| 4     | 45 a 49 | 4     |
| 16    | 40 a 44 | 4     |
| 12    | 35 a 39 | 16    |
| 16    | 30 a 34 | 16    |
| 8     | 25 a 29 | 0     |
| 20    | 20 a 24 | 8     |
| 16    | 15 a 19 | 8     |
| 20    | 10 a 14 | 4     |
| 8     | 5 a 9   | 16    |
| 12    | 0 a 4   | 0     |

## Economia
El 2007 la població en edat de treballar era de 258 persones, 190 eren actives i 68 eren inactives. De les 190 persones actives 175 estaven ocupades (94 homes i 81 dones) i 15 estaven aturades (5 homes i 10 dones). De les 68 persones inactives 27 estaven jubilades, 20 estaven estudiant i 21 estaven classificades com a «altres inactius».

### Ingressos
El 2009 a Jarnosse hi havia 154 unitats fiscals que integraven 427 persones, la mediana anual d'ingressos fiscals per persona era de 16.327 €.

### Activitats econòmiques
Dels 13 establiments que hi havia el 2007, 6 eren d'empreses de construcció, 5 d'empreses de comerç i reparació d'automòbils i 2 d'empreses de transport.
Dels 4 establiments de servei als particulars que hi havia el 2009, 1 era un paleta, 2 fusteries i 1 lampisteria.
L'únic establiment comercial que hi havia el 2009 era una botiga de menys de 120 m².
L'any 2000 a Jarnosse hi havia 14 explotacions agrícoles que ocupaven un total de 441 hectàrees.

## Equipaments sanitaris i escolars
El 2009 hi havia una escola elemental.

## Poblacions més properes
El següent diagrama mostra les poblacions més properes.